# Petr Grau
Petr Grau (4. dubna 1932 Hořice – 5. října 2022) byl český vysokoškolský pedagog, vodohospodář, profesor technologie vody na VŠCHT; externě vyučoval i na předních světových univerzitách.
Věnoval se zejména problematice odpadních vod. Odborně se zabýval zejména substrátovou kinetikou, populační dynamikou směsných kultur a separací suspenzí.

## Život
Petr Grau studoval Vysokou školu chemicko-technologickou (VŠCHT) v Praze, kterou úspěšně absolvoval v roce 1956. Poté v letech 1956–1960 působil jako vývojový inženýr CHEPOS Praha a v letech 1960–66 pracoval na tehdejším Ministerstvu lesního a vodního hospodářství. Mezitím v roce 1963 získal titul CSc.
Na VŠCHT se vrátil v roce 1967 jako vědecký pracovník a později působil jako odborný asistent na katedře technologie vody. V roce 1972 byl jmenován docentem pro obor technologie vody. Roku 1974 převzal po svém předchůdci profesoru Maděrovi vedení katedry technologie vody a prostředí. Svého času byl i prorektorem pro rozvoj školy.
V roce 1978 obdržel vědecký titul DrSc. a o rok později (1979) byl jmenován pátým profesorem technologie vody (po zakladateli oboru prof. Ferdinandu Schulzovi a profesorech Maděrovi, Hamáčkové a Kohoutovi). V té pozici zůstal až do svého odchodu do důchodu.
Kromě svého působení na domovské VŠCHT v Praze patřilo mezi jeho klíčové profesní a pedagogické aktivity externí přednášení na University of California, Berkeley a University of Adelaide v Austrálii.

### Působení v mezinárodních asociacích
Mimořádně rozsáhlá a významná byla jeho činnost v mezinárodních odborných společnostech, např. v International Union on Pure and Applied Chemistry (IUPAC), International Association on Clean Technology (IACT) a zejména v Mezinárodní asociaci pro vodu International Association on Water Quality IAWQ (od roku 2000 International Water Association IWA).

#### Působení v Mezinárodní asociaci pro vodu
V Mezinárodní asociaci pro vodu IAWQ prof. Grau v letech 1975–1998 zastupoval Československo, resp. Česko jako člen správní rady IAWQ (člen Governing Board, později přejmenováno na Governing Assembly). V letech 1980–1985 předsedal ad hoc komisi připravující jednotnou notaci pro popis procesů biologického čištění a v letech 1988–1990 skupině specialistů pro populační dynamiku aktivovaného kalu.
V rámci IAWQ navíc zejména působil více než deset let v jejích vrcholných pozicích: člen výkonného výboru asociace (1984–1988), viceprezident (1988–1990), a poté dokonce prezident (1990–1994) této mezinárodní asociace. Ve vedení IAWQ působil i následující čtyři roky jako tzv. Immediate Past President.
Během svého působení v pozici prezidenta IAWQ navázal úzkou spolupráci mezi Stockholmským mezinárodním vodohospodářským institutem a IAWQ na rozvoji programu Stockholm Water Week (později World Water Week) a prestižní Stockholm Water Prize, udělené poprvé v roce 1991.

### Po konci akademické kariéry – konzultant a poradce
Zhruba deset let pracoval jako pozvaný nezávislý konzultant na projektech a řízení provozu čistíren odpadních vod v Jižní Americe, konkrétně ve velkých městech: São Paulo (22 mil. obyvatel, pět čistíren), Rio de Janeiro (Brazílie, 6 mil. obyvatel), Buenos Aires (Argentina, 13 mil. obyvatel), Santiago de Chile (Chile, Santiago Sur, 2,8 mil. obyvatel). Ve spolupráci s italskými univerzitami dosáhl značných výsledků při asanaci Benátské laguny.
Působil rovněž jako expert pro mezinárodní organizace, např. WHO, UNIDO, OECD, Evropskou komisi, Světovou banku. Byl také osobním poradcem švédského krále Karla XVI. Gustava.
Jeho konzultační služby využívaly i české firmy či města jako např. Severočeské vodovody a kanalizace. V konzultační a poradenské činnosti pokračoval také jako jednatel společnosti AquaNova International s.r.o.

### Vztah k rodným Hořicím
Po roce 1990 výrazně pomohl svému rodnému městu, a to v době, kdy hrozila stavební uzávěra pro veškerou investiční činnost ve městě z důvodu nedostatečného zásobení vodou a současně penalizace za vypouštění nečištěné odpadní vody z čistírny, která již nedostačovala tehdejším normám. V 90. letech 20. století se tak ve výsledku zasloužil o vybudování nové čistírny odpadních vod v rodných Hořicích, která umožnila další rozvoj města.
Zajistil potřebná jednání s pracovníky Ministerstva životního prostředí ČR i Státního fondu životního prostředí ČR, koordinoval projektové práce, zajišťoval výběrové řízení na dodavatele a radil při vlastní stavbě čistírny. Současně pomáhal při stavbě nového vodojemu a při rekonstrukcích úpraven vody. Pro čistírnu se mu podařilo získat i dar od Dánského království v hodnotě 5 mil. Kč a zajistil maximální možnou dotaci od Ministerstva životního prostředí.

### Poslední rozloučení
Poslední rozloučení proběhlo v Praze v kostele sv. Martina ve zdi.

## Dílo
Stal se autorem a spoluautorem 26 patentů a užitných vzorů (první patent dva roky po absolvování vysoké školy) a množství odborných publikací. Společně s W. Wesley Eckenfelderem jr. editoval monografii Activated Sludge Process Design and Control: Theory and Practice.
V roce 1989 vydal publikaci Technologie vody I.

## Ocenění
Jeho odborná a pedagogická činnost byla v roce 1989 oceněna výroční cenou The Association of Environmental Engineering and Science Professors USA a Kanady. Získal i několik cen univerzit i cenu U. S. Army Corps of Engineers. Byl zvolen členem The International Water Academy, Oslo.
Za dlouholetou činnost ve Stockholm Water Foundation dostal čestnou cenu města Stockholmu (se stříbrným modelem Stockholmské radnice). V roce 1993 se stal držitelem zlaté medaile Australian Water and Wastewater Association AWA.
V roce 2017 se stal čestným občanem svých rodných Hořic.

## Další aktivity
Ve volném čase se věnoval automobilové rallye, jako technický expert Subaru Czech Rally Teamu přispěl k jeho úspěchům (mj. dvakrát stříbrnému v produkčních vozech na slavné Rallye Monte Carlo).